# Paco Buyo
Francisco Buyo Sánchez (Betanzos, La Coruña; 13 de enero de 1958) es un exfutbolista internacional español que jugaba como portero, y que desarrolló la mayor parte de su carrera profesional entre el Sevilla Fútbol Club y el Real Madrid Club de Fútbol. 
Buyo, además de ostentar 13 títulos oficiales (6 Ligas, 2 Copas, 4 Supercopas, 1 Iberoamericana) y 2 Trofeos Zamora, entre otros muchos trofeos, fue el primer jugador en la historia del fútbol español en llegar a la cifra de 500 partidos en competición de Liga, estableciendo la marca final en 542, posteriormente superada, siendo el sexto jugador con más partidos disputados en la historia del torneo.
Mantuvo un histórico récord de imbatibilidad en el Real Madrid de siete partidos de Liga (hasta el 12 de febrero de 1995: 709 minutos). Acudió a los Juegos Olímpicos de Moscú 1980 y fue internacional absoluto, siendo integrante de la Selección Nacional de España que fue subcampeona de Europa en 1984.
Tras su retirada ejerció de entrenador en las categorías inferiores del Real Madrid. Además, jugó con los veteranos del Real Madrid, con los que participó en la Liga de Fútbol Indoor, siendo internacional con España, conquistando numerosos títulos. Actualmente es entrenador y tertuliano en programas deportivos, entre ellos El Chiringuito de Jugones, del canal de televisión de la TDT Mega, de Atresmedia.

## Trayectoria
En sus comienzos en el Ural Club de Fútbol, Buyo jugaba tanto de portero como de extremo derecho, siendo en su único año en la escuadra coruñesa máximo goleador del equipo. Al año siguiente ficha por el Betanzos Club de Fútbol, donde permanecería hasta su fichaje por el Real Club Deportivo Mallorca. No tardaría en fijarse en sus cualidades como guardameta el Real Club Deportivo de La Coruña, que entonces jugaba en Segunda División, y que ya había tratado anteriormente de hacerse con sus servicios. Esa temporada debutaría como internacional sub-21 en el Campeonato Mundial Juvenil de Túnez 1977, participando posteriormente en los Juegos Olímpicos de Moscú 1980.
Buyo permanecería en la entidad gallega hasta 1980, con un paréntesis de una temporada (la 1978-79) en la que fue cedido a la Sociedad Deportiva Huesca mientras realizaba el servicio militar en Jaca. En la temporada 1980-81 da el salto a la Primera División, fichando por el Sevilla Fútbol Club, y alcanzando enseguida la titularidad. Militaba en el equipo de Nervión cuando alcanzó, en 1983, la internacionalidad absoluta con España, defendiendo los colores de la selección en el histórico partido España-Malta que daría el pase a los españoles para la Eurocopa de Selecciones nacionales de Francia 1984, donde quedarían subcampeones. Posteriormente sería convocado en la Eurocopa de Alemania de 1988. Ha sido 28 veces internacional con España, de las cuales, 7 con la selección absoluta, sin mencionar las numerosas ocasiones en las que fue convocado con el combinado nacional, tanto para fases previas como fases finales.
Su indiscutible titularidad y buen hacer en el club hispalense durante sus 6 temporadas (formando parte de los 25 jugadores que más partidos han disputado en la historia del Sevilla), hacen que se fije en él el Real Madrid Club de Fútbol, que se hace con sus servicios en 1986 (en el que se le llega a apodar como "San Francisco de Betanzos" o "El Gato de Betanzos"), permaneciendo como portero titular hasta 1996, (durante 11 temporadas titular indiscutible con el Real Madrid), marcando una época en la portería blanca.
Buyo disputaría 454 partidos oficiales con el Real Madrid, conquistando 13 títulos y varios subcampeonatos que disputó hasta el último instante, 2 trofeos Zamora, además de alcanzar tres semifinales de la Copa de Europa de manera consecutiva; entre otros numerosos trofeos. De esta forma, su gran rendimiento en el Real Madrid llegaría a provocar el interés por contratarle del FC Barcelona, tanto en la época de entrenador de Terry Venables como posteriormente en la de Johan Cruyff.
Finalmente, en 1997 abandona la plantilla merengue y cuelga las botas, retirándose del fútbol profesional definitivamente tras 25 temporadas, de las cuales 16 temporadas en 1.ª División, jugando un total de 542 partidos en el Campeonato Nacional de Liga de Primera División de España, lo que le convierte en uno de los jugadores que más partidos ha disputado en la historia de la competición; siendo el primer jugador en la historia del fútbol español en llegar a la cifra de los 500 partidos en Liga.
Dejando en el banquillo a grandes porteros como Ochotorena, Agustín o posteriormente Cañizares, formó parte de un equipo para la historia junto a las denominadas «Quinta del Buitre» y «Quinta de los Machos», que rozaron la Copa de Europa, aunque siempre fracasando en el intento.
Buyo, orgulloso de sus orígenes, siendo un reconocido madridista y defendiendo la portería del Real Madrid durante más de 10 años, siempre manifestó su especial cariño al Deportivo de La Coruña, así como de su tierra natal, la ciudad de Betanzos.
Fue uno de los porteros más seguros y espectaculares de la Liga española, caracterizado por sus reflejos y pases en largo. Actuaciones suyas, como la realizada ante el Juventus Football Club en Turín en la Copa de Europa de 1986-87, quedaron para el recuerdo de los aficionados al fútbol y en especial para los madridistas, convirtiéndose en ídolo de la afición blanca. Mencionar que conquistó la Copa Iberoamericana en 1994.

## Selección
Sumó un total de 28 presencias en todas las categorías de España, siete de ellas como internacional absoluto en las que sólo encajó dos tantos. Su debut fue el 21 de diciembre de 1983 en el recordado partido ante Malta con victoria por 12-1 que clasificó a España para la Eurocopa 1984.
- 1977, España sub-20 (3 partidos).
- 1977-78: España sub-21 (3 partidos).
- 1979-87: España sub-23 (4 partidos).
- 1979-83: España aficionados (11 partidos).
- 1980: España olímpica (1 partido).
- 1983-92: España absoluta (7 partidos).

#### Participaciones en fases finales
| Torneo               | Selección         | Resultado    |
| -------------------- | ----------------- | ------------ |
| Mundial Juvenil 1977 | España (sub-20)   | Primera fase |
| JJ. OO. Moscú 1980   | España (Olímpica) | Primera fase |
| Eurocopa 1984        | España            | Subcampeón   |
| Eurocopa 1988        | España            | Primera fase |

## Tras su retirada
Tras su retirada, ejerció como entrenador de las categorías inferiores del Real Madrid, sin éxito. Creó una empresa dedicada a la instalación de césped artificial y ha colaborado con varios medios de comunicación, como la cadena árabe Al Jazeera en las retransmisiones de partidos de la Liga española de fútbol, escribiendo el blog El Análisis de la Jornada de Liga para el diario El País, y participando en el programa de Mega, El Chiringuito de Jugones donde reveló exclusivas como la de que la madre de Mbappé era argentina, o que Njunko (Nkunku) firmaría por el Real Madrid.
También juega con los veteranos del Real Madrid y participa en la Liga de Fútbol Indoor, conquistando 6 títulos nacionales (con una distinción de portero menos goleado en la Liga de 2009), además de numerosos trofeos. También ha sido convocado por la selección española de fútbol indoor, conquistando la Eurocopa de 2008 y el subcampeonato en la Copa del Mundo 2006.
En 1998 se le concede la Medalla de Oro al Mérito en el Trabajo, y en 2014 Premio al Mérito Deportivo de Galicia. Además, recibió el Premio Corazón Solidario en 2013.
Es entrenador titulado, ejerciendo en diversos equipos de las categorías inferiores del Real Madrid C. F. Además, cuenta con una "Escuela de Tecnificación de Porteros -Paco Buyo-".

## Estadísticas

### Clubes
Datos actualizados a fin de carrera deportiva. Resaltadas temporadas en calidad de cesión.
Durante su etapa formativa perteneció a la disciplina de Ural Club de Fútbol (1972-73) y Betanzos Club de Fútbol (1973-75). De ahí pasó a formar parte del Real Club Deportivo Mallorca (1975-76), club que compaginó con el equipo amateur. Tras su retirada formó parte del Real Madrid Veteranos, disputando la modalidad de fútbol indoor, en la cual fue internacional en seis ocasiones con la selección absoluta.
| Club | Temporada                | Div.                     | Liga (1) | Liga (1) | Copas (2) | Copas (2) | Internacional (3) | Internacional (3) | Total (4) | Total (4) | Media goleadora |
| Club | Temporada                | Div.                     | Part.    | Goles    | Part.     | Goles     | Part.             | Goles             | Part.     | Goles     | Media goleadora |
| --- | ------------------------ | ------------------------ | -------- | -------- | --------- | --------- | ----------------- | ----------------- | --------- | --------- | --------------- |
| R. C. D. Mallorca | 1975-76                  | 3.ª                      | 5        | -7       | —         | —         | —                 | —                 | 5         | -7        | 1.40            |
| R. C. D. La Coruña | 1976-77                  | 2.ª                      | 38       | -50      | 4         | -6        | —                 | —                 | 42        | -56       | 1.33            |
| R. C. D. La Coruña | 1977-78                  | 2.ª                      | 37       | -43      | 3         | -2        | —                 | —                 | 40        | 45        | 1.13            |
| S. D. Huesca | 1978-79                  | 2.ª B                    | 22       | -19      | 3         | -2        | —                 | —                 | 25        | -21       | 0.67            |
| R. C. D. La Coruña | 1978-79                  | 2.ª                      | 9        | -5       | —         | —         | —                 | —                 | 9         | -5        | 0.56            |
| R. C. D. La Coruña | 1979-80                  | 2.ª                      | 38       | -50      | 1         | —         | —                 | —                 | 39        | 50        | 1.28            |
| Total R. C. D. La Coruña | Total R. C. D. La Coruña | Total R. C. D. La Coruña | 122      | -148     | 8         | -8        | 0                 | 0                 | 130       | -156      | 1.20            |
| Sevilla F. C. | 1980-81                  | 1.ª                      | 33       | -42      | 11        | -9        | —                 | —                 | 44        | -51       | 1.16            |
| Sevilla F. C. | 1981-82                  | 1.ª                      | 34       | -39      | 2         | -3        | —                 | —                 | 36        | -42       | 1.17            |
| Sevilla F. C. | 1982-83                  | 1.ª                      | 33       | -30      | 8         | -10       | 6                 | -7                | 47        | -47       | 1.00            |
| Sevilla F. C. | 1983-84                  | 1.ª                      | 34       | -43      | 2         | -3        | 2                 | -4                | 38        | -50       | 1.32            |
| Sevilla F. C. | 1984-85                  | 1.ª                      | 31       | -38      | 9         | -9        | —                 | —                 | 40        | -47       | 1.18            |
| Sevilla F. C. | 1985-86                  | 1.ª                      | 34       | -34      | 9         | -7        | —                 | —                 | 43        | -41       | 0.95            |
| Total Sevilla F. C. | Total Sevilla F. C.      | Total Sevilla F. C.      | 199      | -226     | 41        | -41       | 8                 | -11               | 248       | -278      | 1.120           |
| Real Madrid C. F. | 1986-87                  | 1.ª                      | 44       | -37      | 6         | -7        | 8                 | -10               | 58        | -54       | 0.93            |
| Real Madrid C. F. | 1987-88                  | 1.ª                      | 35       | -23      | 8         | -11       | 8                 | -7                | 51        | -41       | 0.80            |
| Real Madrid C. F. | 1988-89                  | 1.ª                      | 31       | -28      | 10        | -12       | 7                 | -9                | 48        | -49       | 1.02            |
| Real Madrid C. F. | 1989-90                  | 1.ª                      | 35       | -33      | 7         | -3        | 4                 | -2                | 46        | -38       | 0.83            |
| Real Madrid C. F. | 1990-91                  | 1.ª                      | 31       | -29      | 2         | -1        | 2                 | -2                | 35        | -32       | 0.91            |
| Real Madrid C. F. | 1991-92                  | 1.ª                      | 35       | -27      | 4         | -5        | 10                | -8                | 49        | -40       | 0.82            |
| Real Madrid C. F. | 1992-93                  | 1.ª                      | 26       | -19      | 3         | -2        | 4                 | -7                | 33        | -28       | 0.85            |
| Real Madrid C. F. | 1993-94                  | 1.ª                      | 38       | -50      | 6         | -11       | 6                 | -4                | 50        | -65       | 1.30            |
| Real Madrid C. F. | 1994-95                  | 1.ª                      | 37       | -29      | 2         | -4        | 4                 | -4                | 43        | -37       | 0.86            |
| Real Madrid C. F. | 1995-96                  | 1.ª                      | 31       | -43      | 3         | -5        | 7                 | -5                | 41        | -53       | 1.29            |
| Real Madrid C. F. | 1996-97                  | 1.ª                      | —        | —        | —         | —         | —                 | —                 | 0         | 0         | 0               |
| Total Real Madrid C. F. | Total Real Madrid C. F.  | Total Real Madrid C. F.  | 343      | -318     | 51        | -61       | 60                | -58               | 454       | -437      | 0.96            |
| Total carrera | Total carrera            | Total carrera            | 691      | -718     | 103       | -112      | 68                | -69               | 862       | -899      | 1.04            |
| (1) Resaltados los goles encajados que le proclamaron mejor portero del campeonato. (2) Incluye datos de la Copa del Rey (1976-97); Supercopa de España (1988-96); Copa de la Liga (1982-86). (3) Incluye datos de la Copa UEFA (1982-84, 1991-95) / Recopa de Europa (1993-94) / Liga de Campeones (1986-96). (4) No incluye goles en partidos amistosos. |                          |                          |          |          |           |           |                   |                   |           |           |                 |

### Entrenador
| Real Madrid C. F. "C" | 1999-00       | 3.ª           | 38 | 23 | 9  | 6  | - | 81  | 31 | +50 | 68.42% |
| Real Madrid C. F. "B" | 2000-01       | 2.ª B         | 38 | 18 | 7  | 13 | - | 74  | 53 | +21 | 53.51% |
| Total carrera         | Total carrera | Total carrera | 76 | 41 | 16 | 19 | 0 | 155 | 84 | +71 | 60.97% |
| 1.                    |               |               |    |    |    |    |   |     |    |     |        |

## Palmarés y distinciones

### Campeonatos nacionales
| Título             | Club              | Año  |
| ------------------ | ----------------- | ---- |
| Campeonato de Liga | Real Madrid C. F. | 1987 |
| Campeonato de Liga | Real Madrid C. F. | 1988 |
| Supercopa          | Real Madrid C. F. | 1988 |
| Campeonato de Liga | Real Madrid C. F. | 1989 |
| Copa               | Real Madrid C. F. | 1989 |
| Supercopa          | Real Madrid C. F. | 1989 |
| Campeonato de Liga | Real Madrid C. F. | 1990 |
| Supercopa          | Real Madrid C. F. | 1990 |
| Copa               | Real Madrid C. F. | 1993 |
| Supercopa          | Real Madrid C. F. | 1993 |
| Campeonato de Liga | Real Madrid C. F. | 1995 |
| Campeonato de Liga | Real Madrid C. F. | 1997 |

### Campeonatos internacionales
| Título              | Equipo            | Año  |
| ------------------- | ----------------- | ---- |
| Copa Iberoamericana | Real Madrid C. F. | 1994 |

### Distinciones individuales y condecoraciones
| Distinción                            | Año        |
| ------------------------------------- | ---------- |
| Trofeo Zamora                         | 1988, 1992 |
| Medalla al Mérito en el Trabajo       | 1998       |
| Premio Corazón Solidario              | 2013       |
| Premio al Mérito Deportivo de Galicia | 2014       |

### Campeonatosindoor
Fue el portero menos goleado de la temporada 2009.
| Título                | Equipo                | Año  |
| --------------------- | --------------------- | ---- |
| Copa del Mundo Indoor | España Indoor         | 2006 |
| Eurocopa Indoor       | España Indoor         | 2008 |
|                       |                       |      |
| Copa                  | Real Madrid Veteranos | 2009 |
| Supercopa             | Real Madrid Veteranos | 2009 |
| Supercopa             | Real Madrid Veteranos | 2010 |
| Copa                  | Real Madrid Veteranos | 2011 |
| Campeonato de Liga    | Real Madrid Veteranos | 2012 |
| Supercopa             | Real Madrid Veteranos | 2012 |